# Championnats d'Argentine de cyclisme sur route
Les championnats d'Argentine de cyclisme sur route sont organisés tous les ans.

## Hommes

### Podiums de la course en ligne
| Année | Vainqueur                     | Deuxième                 | Troisième             |
| ----- | ----------------------------- | ------------------------ | --------------------- |
| 1912  | Manuel Fernández              |                          |                       |
| 1913  | Manuel Fernández              |                          |                       |
| 1914  | Manuel Fernández              |                          |                       |
| 1915  | Eugenio Delage                |                          |                       |
| 1916  | José Guzzo                    |                          |                       |
| 1917  | Antonio de Loma               |                          |                       |
| 1918  | Antonio de Loma               |                          |                       |
| 1919  | Antonio de Loma               |                          |                       |
| 1920  | Antonio Secchi                |                          |                       |
| 1921  | José Guzzo                    |                          |                       |
| 1922  | José Zampicchiatti (en)       |                          |                       |
| 1923  | José Zampicchiatti (en)       |                          |                       |
| 1924  | Antonio de Loma               |                          |                       |
| 1925  | Luis de Meyer (en)            | Cosme Saavedra (es)      | Darromedis            |
| 1926  | Cosme Saavedra (es)           | V. Cozzolino             | Eugenio Verduna       |
| 1927  | Luis de Meyer (en)            | Antonio de Loma          | Carmelo Saavedra      |
| 1928  | Francisco Bonvehi (en)        | V. Cozzolino             | R. Zanelli            |
| 1929  | Francisco Rodríguez (en)      |                          |                       |
| 1930  | Francisco Rodríguez (en)      |                          |                       |
| 1931  | Cosme Saavedra (es)           | Remigio Saavedra (es)    | Fernando Scaglia      |
| 1932  | Fernando Scaglia              | Francisco Rodríguez (en) | Luis M. Sánchez       |
| 1933  | Cosme Saavedra (es)           | Remigio Saavedra (es)    |                       |
| 1934  | Alfredo Maturana              |                          |                       |
| 1935  | Mario Mathieu                 |                          |                       |
| 1936  | Manuel Abregú                 |                          |                       |
| 1937  | Mario Mathieu                 | Manuel Abregú            | Tomás Suárez          |
| 1938  | Mario Mathieu                 |                          |                       |
| 1939  | Enrique Molina (en)           |                          |                       |
| 1940  | José Cechet                   |                          |                       |
| 1941  | Antonio Bertola               |                          |                       |
| 1942  | Mario Mathieu                 |                          |                       |
| 1943  | Antonio Bertola               | Luciano Montero          | Julio Alba (en)       |
| 1944  | Julio Alba (en)               | Humberto Palmieri        |                       |
| 1945  | Julio Alba (en)               |                          |                       |
| 1946  | Julio Alba (en)               |                          |                       |
| 1947  | Julio Alba (en)               | Mario Mathieu            | Amilcar Arregui       |
| 1948  | Ceferino Peroné (en)          |                          |                       |
| 1949  | Pedro Salas (en)              | Miguel Sevillano (de)    | Ricardo Senn          |
| 1950  | Miguel Sevillano (de)         |                          |                       |
| 1951  | Saúl Crispín                  | Ambrosio Aimar (en)      | Dante Benvenuti (de)  |
| 1952  | Pedro Salas (en)              | Ambrosio Aimar (en)      | Dante Benvenuti (de)  |
| 1953  | Óscar Pezoa (pt)              |                          |                       |
| 1954  | Alberto Ferreyra              | Héctor San Juan          | Víctor Beltzer        |
| 1955  | Duilio Biganzoli              | Carlos Vázquez (en)      | Antonio Alessandri    |
| 1956  | Duilio Biganzoli              | Pedro Salas (en)         | Ricardo Senn          |
| 1957  | Héctor Acosta (es)            |                          |                       |
| 1958  | Pedro Salas (en)              | Andrés Schmidt           | Alberto Lisa          |
| 1959  | Ernesto Contreras             | Pedro Simionato (en)     | Raúl Mallia           |
| 1960  | Santos Liendo                 |                          |                       |
| 1961  | Ricardo Senn                  |                          |                       |
| 1962  | José Fernández                |                          |                       |
| 1963  | Duilio Biganzoli              |                          |                       |
| 1964  | Ricardo Senn                  |                          |                       |
| 1965  | Ricardo Senn                  |                          |                       |
| 1966  | Carlos Álvarez (en)           |                          |                       |
| 1967  | Ismael Morán                  |                          |                       |
| 1968  | Antonio Dalleves              |                          |                       |
| 1969  | Carlos Escudero               |                          |                       |
| 1970  | Ernesto Contreras             |                          |                       |
| 1971  | Ernesto Contreras             | Carlos Álvarez (en)      | Juan M. Chancay       |
| 1972  | Raúl Labbate (en)             |                          |                       |
| 1973  | Marcelo Chancay               |                          |                       |
| 1974  | Moisés Carrizo                |                          |                       |
| 1975  | Oswaldo Frossasco (en)        |                          |                       |
| 1976  | Osvaldo Benvenutti            |                          |                       |
| 1977  | Oswaldo Frossasco (en)        | Oscar Ríos               | Ernesto Fernández     |
| 1978  | Moisés Carrizo                | Antonio Mattesevach      | Ruarte                |
| 1979  | Oswaldo Frossasco (en)        | Antonio Mattesevach      | Roberto Bernard       |
| 1980  | Oswaldo Frossasco (en)        | Juan Carlos Haedo (de)   | Eduardo Trillini      |
| 1981  | Pedro Caíno (es)              |                          |                       |
| 1982  | Juan Carlos Haedo (de)        |                          |                       |
| 1983  | Eduardo Trillini              |                          |                       |
| 1984  | Jorge Galíndez                |                          |                       |
| 1985  | Gabriel Curuchet              | Omar Contreras           | Juan Curuchet         |
| 1986  | Pablo Costa                   |                          |                       |
| 1987  | Jorge Sebastía                | Alejandro Carrusca       |                       |
| 1988  | Luis Moyano                   |                          |                       |
| 1989  | Alejandro Beldorati           |                          |                       |
| 1990  | Claudio Iannone (en)          |                          |                       |
| 1991  | Carlos Pérez                  | Ignacio Gili             | Sergio Baraglia       |
| 1992  | Fabio Placánica               |                          |                       |
| 1993  | Ángel Serrano                 | Hugo Pratissoli          | Roberto Prezioso      |
| 1994  | Hugo Pratissoli               |                          |                       |
| 1995  | Héctor Palavecino             |                          |                       |
| 1996  | Rubén Pegorín (en)            |                          |                       |
| 1997  | Jorge Giacinti                | Matías Médici            |                       |
| 1998  | Fabián Tapia                  |                          |                       |
| 1999  | Jorge Giacinti                |                          |                       |
| 2000  | Gabriel Curuchet              | Adrián Gariboldi         | Andrés Palavecino     |
| 2001  | Guillermo Brunetta            | Edgardo Simón            | Gastón Corsaro        |
| 2002  | Luis Moyano                   | Daniel Capella           | Juan Alves            |
| 2003  | Javier Gómez (de)             | Oswaldo Frossasco        | Juan Aguirre          |
| 2004  | Ángel Darío Colla             | Mario Giménez            | Pedro Prieto          |
| 2005  | Gustavo Toledo                | Aníbal Borrajo           | César Sigura          |
| 2006  | Armando Borrajo (de)          | César Sigura             | Gastón Corsaro        |
| 2007  | Raúl Turano                   | Alejandro Borrajo        | Gerardo Fernández     |
| 2008  | Gerardo Fernández             | Claudio Flores           | Edgardo Simón         |
| 2009  | Facundo Bazzi (es)            | Ricardo Escuela          | Non-décerné           |
| 2010  | Jorge Pi                      | Leandro Messineo         | Pedro González (en)   |
| 2011  | Emanuel Saldaño               | Luciano Montivero        | Juan Manuel Aguirre   |
| 2012  | Juan Pablo Dotti              | Darío Díaz               | Ricardo Escuela       |
| 2013  | Gabriel Juárez                | Franco Lopardo           | Juan Melivilo         |
| 2014  | Daniel Díaz                   | Jorge Giacinti           | Gabriel Juárez        |
| 2015  | Daniel Juárez                 | Lionel Biondo            | Maximiliano Navarrete |
| 2016  | Mauro Richeze                 | Adrián Richeze           | Julián Gaday          |
| 2017  | Gonzalo Najar                 | Gabriel Richard          | Juan Melivilo         |
| 2018  | Rubén Ramos                   | Jorge Giacinti           | Lucas Gaday           |
| 2019  | Maximiliano Richeze           | Nicolás Naranjo          | Héctor Lucero         |
| 2020  | Pas de compétition            | Pas de compétition       | Pas de compétition    |
| 2021  | Pablo Brun                    | Sergio Fredes            | Nicolás Naranjo       |
| 2022  | Emiliano Contreras            | Lucas Gaday              | Nicolás Tivani        |
| 2023  | Alejandro Durán Sergio Fredes | Juan Pablo Dotti         | Leonardo Cobarrubia   |
| 2024  | Daniel Juárez                 | Leandro Velardez         | Diego Valenzuela      |
| 2025  | Leonardo Cobarrubia           | Nicolás Tivani           | Omar Salim Azzem      |

Multi-titrés
- 4 : Antonio de Loma, Mario Mathieu, Julio Alba (en), Oswaldo Frossasco (en)
- 3 : Manuel Fernández, Cosme Saavedra (es), Pedro Salas (en), Duilio Biganzoli, Ricardo Senn, Ernesto Contreras
- 2 : José Guzzo, José Zampicchiatti (en), Luis de Meyer (en), Francisco Rodríguez (en), Antonio Bertola, Moisés Carrizo, Jorge Giacinti

### Podiums du contre-la-montre
| Année | Vainqueur          | Deuxième            | Troisième           |
| ----- | ------------------ | ------------------- | ------------------- |
| 1998  | Juan Curuchet      |                     |                     |
| 1999  | Javier Gómez (de)  |                     |                     |
| 2000  | Edgardo Simón      | Javier Gómez (de)   | Guillermo Brunetta  |
| 2001  | Edgardo Simón      | Javier Gómez (de)   | Gonzalo Salas (es)  |
| 2002  | Juan Curuchet      | Oscar Villalobo     | Pedro Prieto        |
| 2003  | Guillermo Brunetta | Javier Gómez (de)   | Matías Médici       |
| 2004  | Guillermo Brunetta | Oscar Villalobo     | Matías Médici       |
| 2005  | Guillermo Brunetta | Oscar Villalobo     | César Sigura        |
| 2006  | Matías Médici      | Oscar Villalobo     | César Sigura        |
| 2007  | Guillermo Brunetta | Oscar Villalobo     | Juan Manuel Aguirre |
| 2008  | Matías Médici      | Martín Garrido      | Jorge Giacinti      |
| 2009  | Juan Curuchet      | Matías Médici       | Non-décerné         |
| 2010  | Matías Médici      | Jorge Giacinti      | Leandro Messineo    |
| 2011  | Leandro Messineo   | Matías Médici       | Martín Garrido      |
| 2012  | Ignacio Pereyra    | Juan Lucero         | Daniel Zamora       |
| 2013  | Leandro Messineo   | Sergio Godoy        | Cristian Ranquehue  |
| 2014  | Laureano Rosas     | Daniel Díaz         | Jorge Giacinti      |
| 2015  | Alejandro Durán    | Matías Médici       | Juan Lucero         |
| 2016  | Laureano Rosas     | Emiliano Ibarra     | Hugo Velázquez      |
| 2017  | Mauricio Muller    | Emiliano Ibarra     | Juan Melivilo       |
| 2018  | Emiliano Ibarra    | Rubén Ramos         | Alejandro Durán     |
| 2019  | Juan Pablo Dotti   | Emiliano Ibarra     | Alejandro Durán     |
| 2020  | Pas de compétition | Pas de compétition  | Pas de compétition  |
| 2021  | Juan Pablo Dotti   | Alejandro Durán     | Leonardo Cobarrubia |
| 2022  | Alejandro Durán    | Juan Pablo Dotti    | Nicolás Tivani      |
| 2023  | Sergio Fredes      | Juan Pablo Dotti    | Leonardo Cobarrubia |
| 2024  | Sergio Fredes      | Leonardo Cobarrubia | Diego Valenzuela    |
| 2025  | Mateo Kalejman     | Fausto Gómez        | Agustín Durán       |

Multi-titrés
- 4 : Guillermo Brunetta
- 3 : Juan Curuchet, Matías Médici
- 2 : Edgardo Simón, Leandro Messineo, Laureano Rosas, Juan Pablo Dotti, Alejandro Durán, Sergio Fredes

## Femmes

### Podiums de la course en ligne
| Année | Vainqueur                   | Deuxième                 | Troisième                 |
| ----- | --------------------------- | ------------------------ | ------------------------- |
| 1985  | Lidia Donatti               |                          |                           |
| 1986  | Gabriela Riquelme           |                          |                           |
| 1987  | Mirian Larraule             |                          |                           |
| 1988  | Mirta Ludueña               |                          |                           |
| 1989  | Gabriela Riquelme           |                          |                           |
| 1990  | María Contreras             |                          |                           |
| 1991  | Viviana Cejas               |                          |                           |
| 1992  | Patricia Ravera             |                          |                           |
| 1993  | Patricia Ravera             |                          |                           |
| 1994  | Daniela Donadío             |                          |                           |
| 1995  | Lorena Colman               |                          |                           |
| 1996  | Graciela Noemi Martinez     |                          |                           |
| 1997  | Lorena Colman               |                          |                           |
| 1998  | Noelia Soledad Fernandez    |                          |                           |
| 1999  | Veronica Alejandra Martinez |                          |                           |
| 2000  | Katia Montu                 | Noelia Soledad Fernandez | Valeria Müller            |
| 2001  | Valeria Romina Pintos       | Monica Mirian Santapa    | Noelia Soledad Fernandez  |
| 2002  | Valeria Romina Pintos       | Noelia Soledad Fernandez | Jessica Compiano          |
| 2003  | Jessica Compiano            | Valeria Romina Pintos    | Maria Carla Alvarez       |
| 2004  | Jessica Compiano            | Valeria Romina Pintos    | Noelia Soledad Fernandez  |
| 2005  | Paola Toane                 | Ana Paula Ortega Bernal  | Valeria Müller            |
| 2006  | Valeria Romina Pintos       | Cristina Greve           | Claudia Patricia Ferreyra |
| 2007  | Jessica Compiano            | Valeria Romina Pintos    | Ivana Soledad Kunze       |
| 2008  | Daiana Gisela Almada        | Valeria Müller           | Alejandra Mabel Alliegro  |
| 2009  | Maria Carla Alvarez         | Tania Castro             | Marcela Zarate            |
| 2010  | Marcela Zarate              | Graciela Zarate          | Tania Castro              |
| 2011  | Estefania Pilz              | Alejandra Mabel Alliegro | Vanesa Malvina Solera     |
| 2012  | Graciela Zarate             | Dolores Rodriguez        | Paola Toane               |
| 2013  | Mariela Analia Delgado      | Julia Sanchez Parma      | Cindi Di Natale           |
| 2014  | Valeria Müller              | Andrea Arias             | Julia Sanchez Parma       |
| 2015  | Julia Sanchez Parma         | Cristina Greve           | Maria Prezioso            |
| 2016  | Maria Carla Alvarez         | Dolores Rodriguez        | Graciela Zarate           |
| 2017  | Dolores Rodriguez           | Mariela Analia Delgado   | Maribel Aguirre           |
| 2018  | Maribel Aguirre             | Xoana Acosta             | Maria Mercedes Fadiga     |
| 2019  | Carolina Pérez              | Maria Victoria Roca      | Valeria Müller            |
| 2020  |                             |                          |                           |
| 2021  | Maria Mercedes Fadiga       | Maribel Aguirre          | Sofia Martelli            |
| 2022  | Maribel Aguirre             | Sofia Martelli           | Anabel Ruiz               |
| 2023  | Micaela Gutierrez           | Julieta Benedetti        | Sofia Martelli            |
| 2024  | Maria Mercedes Fadiga       | Eliana Tocha             | Aracelli Bureaux          |

### Podiums du contre-la-montre
| Année | Vainqueur             | Deuxième              | Troisième               |
| ----- | --------------------- | --------------------- | ----------------------- |
| 1998  | Lorena Colman         |                       |                         |
| 1999  | Lorena Colman         |                       |                         |
| 2000  | Valeria Müller        | Monica Mirian Santapa | Silvia Liliana Groch    |
| 2001  | Valeria Müller        | Jessica Compiano      | Valeria Romina Pintos   |
| 2002  | Valeria Müller        | Jessica Compiano      | Valeria Romina Pintos   |
| 2003  | Jessica Compiano      | Maria Carla Alvarez   | María Drojask           |
| 2004  | Jessica Compiano      | Valeria Müller        | Maria Carla Alvarez     |
| 2005  | Valeria Müller        | Maria Carla Alvarez   | Jessica Compiano        |
| 2006  | Monica Mirian Santapa | Valeria Müller        | Paola Toane             |
| 2007  | Jessica Compiano      | Valeria Müller        | Paola Toane             |
| 2008  | Valeria Müller        | Maria Carla Alvarez   | Cristina Greve          |
| 2009  | Valeria Müller        | Tania Castro          | Estefania Pilz          |
| 2010  | Valeria Müller        | Tania Castro          | Andrea Arias            |
| 2011  | Valeria Müller        | Maria Carla Alvarez   | Talia Ayelen Aguirre    |
| 2012  | Valeria Müller        | Dolores Rodriguez     | Tania Castro            |
| 2013  | Ines Gutierrez        | Cristina Greve        | Andrea Arias            |
| 2014  | Valeria Müller        | Maria Carla Alvarez   | Florencia Guzman        |
| 2015  | Valeria Müller        | Maria Carla Alvarez   | Graciela Zarate         |
| 2016  | Estefania Pilz        | Ines Gutierrez        | Valeria Müller          |
| 2017  | Valeria Müller        | Barbara Malaspina     | Ines Gutierrez          |
| 2018  | Estefania Pilz        | Barbara Malaspina     | Antonella Leonardi      |
| 2019  | Barbara Malaspina     | Valeria Müller        | Antonella Leonardi      |
| 2020  |                       |                       |                         |
| 2021  | Barbara Malaspina     | Maribel Aguirre       | Antonella Leonardi      |
| 2022  | Antonella Leonardi    | Carolina Pérez        | Maria Alejandra Valoris |
| 2023  | Anabel Yapura         | Barbara Malaspina     | Carolina Pérez          |
| 2024  | Carolina Maldonado    | Antonella Leonardi    | Maria Acosta            |

## Espoirs Hommes

### Podiums de la course en ligne
| Année | Vainqueur               | Deuxième            | Troisième               |
| ----- | ----------------------- | ------------------- | ----------------------- |
| 2000  | Juan Pablo Raffel       |                     |                         |
| 2001  | Javier Páez             | Facundo Bazzi (es)  | Alejandro Corvalán      |
| 2002  | Mauricio Pérez          | Alejandro Borrajo   | Juan Gáspari            |
| 2003  | Darío Díaz              | Mario Giménez       | Emilio Ibarra           |
| 2004  | Diego Valenzuela        | Jorge Trinajstil    | Jorge Martín Montenegro |
| 2005  | Jorge Martín Montenegro | Maximiliano Richeze | Luis Jácamo             |
| 2006  | Javier Salas            |                     |                         |
| 2007  | Luis Jácamo             | Federico Pagani     | Diego Portal            |
| 2008  | Gustavo Borcard         | Carlos Corti        | Demis Alemán (de)       |
| 2009  | Román Mastrángelo       | Daniel Zamora       | Ignacio Pérez           |
| 2010  | Agustín Fraysse         | José Astiasarán     | Gerardo Tivani          |
| 2011  | Gabriel Juárez          | Nicolás Naranjo     | Alejandro Durán         |
| 2013  | Cristian Martínez       | Rodrigo Durán       | Gonzalo Najar           |
| 2014  | Gastón Javier           | Lucas Gaday         | Facundo Lezica          |
| 2015  | Emiliano Contreras      | Ismael Laguna       | Giuliano Mini           |
| 2016  | Juan Esteban Molina     | Federico Vivas      | Fernando Joel Torres    |
| 2017  | Nicolás Tivani          | Marcos Méndez       | Leonardo Cobarrubia     |
| 2018  | Duilio Ramos            | Jairo Ríos          | Leonardo Rodríguez      |
| 2019  | Nehuén Bazán            | Joaquín Plomer      | Tomás Contte            |
| 2020  | Pas de compétition      | Pas de compétition  | Pas de compétition      |
| 2021  | Matías Pérez            | Iván Ruiz           | Agustín Durán           |
| 2022  | Lukas Dundic            | Adolfo Alarcón      | Gonzalo Lyardet         |
| 2023  | William Brun            | Enzo Tallarico      | Ulises Reynoso          |
| 2024  | Nehuén Erripa           | Santiago Videla     | Maximo Cornejo          |
| 2025  | Enzo Tallarico          | Lisandro Bravo      | Federico Orocito        |

### Podiums du contre-la-montre
| Année | Vainqueur          | Deuxième             | Troisième           |
| ----- | ------------------ | -------------------- | ------------------- |
| 1998  | Oscar Villalobo    |                      |                     |
| 1999  | Oscar Villalobo    |                      |                     |
| 2000  | Claudio Flores     |                      |                     |
| 2001  | Claudio Flores     | Oscar Villalobo      | Geraldo Ríos        |
| 2002  | Claudio Flores     | Alejandro Borrajo    | Ariel Alesso        |
| 2003  | César Sigura       | Aníbal Borrajo       | Nélson Rodríguez    |
| 2004  | Jorge Pi           | Juan Pablo Dotti     | Facundo Bazzi (es)  |
| 2005  | Juan Pablo Dotti   | Federico Forgaral    | Jorge Pi            |
| 2006  | Federico Pagani    |                      |                     |
| 2007  | Emanuel Saldaño    | Federico Pagani      | Gabriel Richard     |
| 2008  | Román Mastrángelo  | Gustavo Borcard      | Ignacio Pérez       |
| 2009  | Román Mastrángelo  | Daniel Díaz          | Ignacio Pérez       |
| 2010  | Sergio Godoy       | Román Mastrángelo    | Mauro Agostini      |
| 2011  | Eduardo Sepúlveda  | Laureano Rosas       | Fernando Barroso    |
| 2012  | Cristian Martínez  | Rubén Ramos          | Fernando Barroso    |
| 2013  | Facundo Lezica     | Diego Tivani         | Rubén Ramos         |
| 2014  | Hugo Velázquez     | Rubén Ramos          | Diego Tivani        |
| 2015  | Emiliano Contreras | Fernando Joel Torres | Nicolás Tivani      |
| 2016  | Emiliano Contreras | Fernando Joel Torres | Facundo Crisafulli  |
| 2017  | Nicolás Tivani     | Isaías Abú           | Facundo Crisafulli  |
| 2018  | Mauricio Graziani  | Leonardo Rodríguez   | Leonardo Cobarrubia |
| 2019  | Agustín Martínez   | Iván Ruiz            | Santiago Sánchez    |
| 2020  | Pas de compétition | Pas de compétition   | Pas de compétition  |
| 2021  | Santiago Sánchez   | Agustín Del Negro    | Lukas Dundic        |
| 2022  | Tomás Moyano       | Arián Etcheverry     | Lukas Dundic        |
| 2023  | Fausto Gómez       | Mateo Kalejman       | Octavio Salmón      |
| 2024  | Valentín Roselló   | Fausto Gómez         | Tomás Moyano        |
| 2025  | Nehuén Erripa      | Ángel Oropel         | Enzo Tallarico      |

Multi-titrés
- 3 : Claudio Flores
- 2 : Emiliano Contreras, Román Mastrángelo, Oscar Villalobo

## Juniors Hommes

### Podiums de la course en ligne
| Année | Vainqueur           | Deuxième           | Troisième          |
| ----- | ------------------- | ------------------ | ------------------ |
| 2003  | Germán Calliva      | Rogelio Anías      | José Loyzaga       |
| 2004  | Demis Alemán (de)   | Daniel Zamora      | Marcos Santucho    |
| 2005  | Alejandro Jairo     | Juan José Rivero   | Ignacio Pereyra    |
| 2007  | Francisco Paz       | Elías Pereyra      | Adrián Richeze     |
| 2008  | Alan Ramírez        | Cristian Martínez  | Laureano Rosas     |
| 2010  | Diego Tivani        | Leandro Atencio    | Nicolás Herrera    |
| 2011  | Gabriel Britos      | Emiliano Contreras | Julián Barrientos  |
| 2012  | Nicolás Tivani      | Julián Barrientos  | Santiago Espíndola |
| 2013  | Isaías Abú          | Franco Luna        | Joel Krig          |
| 2014  | Matías Fernández    | Joaquín García     | Fernando Gil       |
| 2015  | Juan Esteban Molina | Nahuel D'Aquila    | Leonardo Rodríguez |
| 2016  | Eduardo Luján       | Tomás Contte       | Gonzalo Robledo    |
| 2017  | Agustín Del Negro   | Lucas Vilar        | Andrés Fernández   |
| 2018  | Ángel Echegaray     | Santiago Sánchez   | Yoel Vargas        |
| 2019  | William Brun        |                    |                    |
| 2020  | Leonardo Zárate     | Fausto Gómez       | Erick Rodríguez    |
| 2021  | Nicolás Reynoso     | Federico Orocito   | Ramiro Castro      |
| 2022  | Ramiro Castro       | Nicolás Reynoso    | Gerónimo Montaña   |
| 2023  | Ignacio Ortega      | Valentín Ledesma   | Goran Dundic       |

### Podiums du contre-la-montre
| Année | Vainqueur            | Deuxième                | Troisième          |
| ----- | -------------------- | ----------------------- | ------------------ |
| 2003  | Federico Pagani      | Mauro Richere           | Matías Klein       |
| 2004  | Nicolas Di Santo     | Carlos Anias            | Joaquim Piaggio    |
| 2005  | Aron Di Santo        | Ignacio Pérez           | Carlos Corti       |
| 2007  | Román Mastrángelo    | Mauro Agostini          | Alexander Caselles |
| 2008  | Eduardo Sepúlveda    | Alexander Caselles      | Elvio Gassman      |
| 2010  | Facundo Lezica       | Ezequiel Linaza         | Hugo Velázquez     |
| 2011  | Manuel Díaz          | Juan Ignacio Curuchet   | Mariano Rodríguez  |
| 2012  | Sebastián Trillini   | Nicolás Tivani          | Emiliano Contreras |
| 2013  | Facundo Crisafulli   | Nicolás Tivani          | Fernando Gil       |
| 2014  | Mauricio Graziani    | Fernando Gil            | Facundo Crisafulli |
| 2015  | Santiago Yeri        | Agustín Martínez        | Lautaro González   |
| 2016  | Tomás Contte         | Alexis Nicolás Castillo | Iván Ruiz          |
| 2017  | Santiago Sánchez     | Iván Ruiz               | Tomás Loscalzo     |
| 2018  | Juan Antonio Salazar | Santiago Sánchez        | Agustín Del Negro  |
| 2019  | Lukas Dundic         | Rodrigo Corro           | Federico Gómez     |
| 2020  | Tomás Moyano         |                         |                    |
| 2021  | Tomás Moyano         | Tomás Ruiz              | Matías Quiroga     |
| 2022  | Nehuén Erripa        | Mateo Kalejman          | Fabrizio Crozzolo  |
| 2023  | Fabrizio Crozzolo    | Santiago Gruñieiro      | Mateo Duque        |

Multi-titrés
- 2 : Tomás Moyano